# 군산휴게소
군산휴게소(群山休憩所, Gunsan Reservice Area)는 전북특별자치도 군산시 나포면에 위치한 서해안고속도로의 고속도로 휴게소이다. 양방향 모두 휴게소가 존재한다.

## 시설
- 남여화장실
- 주차장
- 주유소:알뜰주유소(서울뱡향)
- LPG 충전소:E1 LPG(서울뱡향)
- 군산(서울방향)휴게소 매장 및 편의시설 현황
- 현금 자동 입출금기
- 브랜드 매장 : 투썸플레이스, 탐앤탐스, 파스쿠찌, JDX
- 매점 GS25, 한식당, 참마을돈가스, 우동 라면전문점, 나주곰탕, 호두과자, 핫바, 스트릿츄러스, 동빵, 델리만주,
- E-pit 전기차충전소 6기, sk 일렉링크 전기차 충전소 5기
- 애견 놀이터, 야구장, 화물차라운지(샤워장, 쉼터, 수면실), 수유실

## 전후
서울 방향
- 군산 나들목→군산휴게소→동서천 분기점
- 부안고려청자휴게소→군산휴게소→서천휴게소

목포 방향
- 서김제 나들목←군산휴게소←군산 나들목
- 부안고려청자휴게소←군산휴게소←서천휴게소